# Lucia Stafford
Lucia Stafford (London, 18 agosto 1998) è una mezzofondista canadese, ha partecipato ai Giochi olimpici estivi di Tokyo 2020.

## Biografia
Nata a London in Ontario, figlia di James Stafford (che ha partecipato a 4 edizioni dei Campionati mondiali di corsa campestre) e Maria Luisa Gardner (morta di leucemia quando Lucia aveva 10 anni), ha 2 fratelli, Nicholas e Gabriela, con cui ha partecipato ai 1500 m piani ai Giochi Olimpici di Tokyo.
A Lucia è stata diagnosticata la malattia di Basedow-Graves mentre era al liceo, nel novembre del 2019 le è stata rimossa la tiroide.
Nel 2023 ha stabilito il record nord-centroamericano dei 1000 metri piani a Boston.

## Record nazionali
Seniores
- 1000 m piani indoor: 2'33"75 ( Boston, 28 gennaio 2023)

## Palmarès
| Anno | Manifestazione              | Sede       | Evento       | Risultato  | Prestazione | Note                          |
| ---- | --------------------------- | ---------- | ------------ | ---------- | ----------- | ----------------------------- |
| 2016 | Mondiali U20                | Bydgoszcz  | 1500 m piani | Batteria   | 4'22"38     | [ 2 ]                         |
| 2017 | Campionati panamericani U20 | Trujillo   | 1500 m piani | Oro        | 4'21"70     |                               |
| 2019 | Universiade                 | Napoli     | 1500 m piani | 5ª         | 4'12"70     |                               |
| 2019 | Universiade                 | Napoli     | 4x400 m      | 5ª         | 3'34"62     |                               |
| 2021 | Olimpiadi                   | Tokyo      | 1500 m piani | Semifinale | 4'02"12     | Miglior prestazione personale |
| 2022 | Mondiali indoor             | Belgrado   | 1500 m piani | 8ª         | 4'06"41     | [ 3 ]                         |
| 2022 | Mondiali                    | Eugene     | 1500 m piani | Batteria   | 4'09"67     | [ 4 ]                         |
| 2022 | Giochi del Commonwealth     | Birmingham | 1500 m piani | 11ª        | 4'13"83     | [ 5 ]                         |
| 2023 | Mondiali                    | Budapest   | 1500 m piani | Batteria   | 4'05"21     |                               |
| 2024 | Mondiali indoor             | Glasgow    | 1500 m piani | 11ª        | 4'08"90     |                               |
| 2024 | Giochi olimpici             | Parigi     | 1500 m piani | Batteria   | 4'02"22     |                               |
| 2025 | Mondiali indoor             | Nanchino   | 1500 m piani | Batteria   | 4'13"45     |                               |

## Campionati nazionali
- 1 volta campionessa nazionale canadese dei 1500 m piani (2022)

2017
- 8ª ai campionati canadesi (Ottawa), 1500 m piani - 4'17"57

2018
- 9ª ai campionati canadesi (Ottawa), 1500 m piani - 4'21"31

2019
- 7ª ai campionati canadesi (Montreal), 1500 m piani - 4'17"00

2022
- Oro ai campionati canadesi (Langley), 1500 m piani - 4'17"22